# Petra Pecková
Petra Pecková (* 12. října 1975 Benešov) je česká politička, novinářka a publicistka. V letech 1996 až 2012 se věnovala investigativní žurnalistice, byla reportérkou, scenáristkou a režisérkou celé řady televizních reportáží a dokumentů. Od roku 2020 hejtmanka Středočeského kraje, v letech 2014 až 2021 starostka města Mnichovice v okrese Praha-východ (v letech 2010 až 2014 a opět od roku 2021 místostarostka města), členka předsednictva hnutí STAN.

## Život
Vystudovala Akademické gymnázium ve Štěpánské ulici v Praze a poté Vyšší odbornou školu publicistiky v roce 1998. Vysokoškolské vzdělání získala na Masarykově univerzitě v Brně, kde vystudovala obory žurnalistika a politologie a na Karlově univerzitě v Praze studiem oboru Veřejná a sociální politika.
Od roku 1996 působila v televizi Nova v redakci zpravodajství a publicistiky. Jako reportérka a později i scenáristka a režisérka se podílela na tvorbě pořadů Občanské judo, Na vlastní oči, Zálety, Áčko či Víkend. Od roku 2011 do roku 2014 spolupracovala také na tvorbě pořadů Krotitelé dluhů a Tísňová linka pro Českou televizi a TV Barrandov.
Petra Pecková je rozvedená, má dvě děti. Žije ve městě Mnichovice v okrese Praha-východ, konkrétně v části Božkov.

## Politické působení
V komunálních volbách v roce 2010 byla zvolena jako nestranička za ODS zastupitelkou města Mnichovice, a to z pozice lídryně kandidátky. V listopadu 2010 se stala 1. místostarostkou města.
Mandát zastupitelky města obhájila ve volbách v roce 2014, když kandidovala jako lídryně uskupení „Mnichovice – město na Vaší straně“. Celá kandidátka získala 38,11 % a dne 5. listopadu 2014 byla Pecková zvolena starostkou Mnichovic. Ve volbách v roce 2018 opět vedla kandidátku uskupení „MNICHOVICE – MĚSTO NA VAŠÍ STRANĚ“ (tentokrát jako nestranička za hnutí STAN), která se ziskem 81,91 % volby vyhrála. V listopadu 2018 byla opět zvolena starostkou města. Je členkou Komise pro rozvoj města a obcí Středočeského kraje a členkou krajského předsednictva Sdružení místních samospráv ČR. V komunálních volbách v roce 2022 kandidovala do zastupitelstva Mnicovic z 2. místa kandidátky subjektu „MNICHOVICE – MĚSTO NA VAŠÍ STRANĚ“ (tj. STAN a nezávislí kandidáti). Mandát zastupitelky se jí podařilo obhájit. Od roku 2022 působí jako 2. místostarostka města.
Od července 2022 je členkou hnutí STAN. Do hnutí byla přijata jeden den před mimořádným sjezdem STAN v Hradci Králové, na kterém se stala členkou předsednictva hnutí. Funkci členky předsednictva poté obhájila i na sněmu hnutí v květnu 2025. V letech 2016 až 2022 byla registrovanou příznivkyní hnutí. V roce 2016 neúspěšně kandidovala jako nestranička za toto hnutí v krajských volbách ve Středočeském kraji. Jako nestranička za hnutí STAN kandidovala též ve volbách do Poslanecké sněmovny PČR v roce 2017 ve Středočeském kraji, ale zvolena nebyla.
V krajských volbách v roce 2020 byla zvolena zastupitelkou Středočeského kraje, a to z pozice nestraničky za hnutí STAN jakožto lídryně společné kandidátky hnutí STAN, KDU-ČSL a SNK ED. Dne 16. listopadu 2020 se navíc stala hejtmankou Středočeského kraje, když získala 50 hlasů od 65 zastupitelů. Ve funkci vystřídala Jaroslavu Pokornou Jermanovou z hnutí ANO 2011. Koalici vytvořili první hnutí STAN (společně s KDU-ČSL a SNK ED), druhá ODS, čtvrtí Piráti a páté uskupení „Spojenci pro Středočeský kraj – TOP 09, Hlas, Zelení“. Vzhledem k funkci hejtmanky rezignovala ke konci června 2021 na post starostky města Mnichovice, vzápětí se stala 1. místostarostkou města.
V únoru 2024 byla zvolena lídryní hnutí STAN pro krajské volby v září 2024 do Zastupitelstva Středočeského kraje. Mandát krajské zastupitelky posléze ve volbách obhájila. Následně uzavřelo druhé hnutí STAN koalici s třetím uskupením „SPOLU (ODS + TOP 09 + KDU-ČSL)“. Dne 29. října 2024 byla na ustavující schůzi krajského zastupitelstva zvolena opět hejtmankou Středočeského kraje, když získala 33 hlasů od 62 přítomných zastupitelů. Do funkce tak byla zvolena již podruhé.